# Oecobius teliger
Espèce
Oecobius teliger est une espèce d'araignées aranéomorphes de la famille des Oecobiidae.

## Distribution
Cette espèce se rencontre en Grèce, en Turquie, au Liban et en Israël.

## Description
Les mâles mesurent de 1,95 à 2,05 mm et les femelles de 2,50 à 2,92 mm.

## Systématique et taxinomie
Cette espèce a été décrite par O. Pickard-Cambridge en 1872. Elle est placée en synonymie avec Oecobius navus par Simon en 1914. Elle est relevée de synonymie par Wunderlich en 1995.

## Publication originale
- O. Pickard-Cambridge, 1872 : « General list of the spiders of Palestine and Syria, with descriptions of numerous new species, and characters of two new genera. » Proceedings of the Zoological Society of London, vol. 1871, p. 212-354 (texte intégral).